# Thed Björk
Thed Björk, né le 14 décembre 1980 à Vretstorp (Suède), est un pilote automobile suèdois engagé en Coupe du monde des voitures de tourisme. Il remporte en 2017 le Championnat du monde des voitures de tourisme. Commençant sa carrière au volant de monoplaces à la fin des années 1990, il court par la suite au volant de voiture de différentes catégories avant de se concentrer sur les compétitions de voiture de tourisme. 

## Biographie
Thed Björk est né le 14 décembre 1980 dans le village de Vretstorp dans le comté d'Örebro en Suède. Il est l'ainé d'une fratrie de trois frères également pilotes, mais Thed est le seul à avoir atteint le haut niveau. Passionné par les courses d'Ayrton Senna et des débuts de Michael Schumacher, il reçoit son propre karting à 11 ans et participe à différents championnats juniors dans cette discipline. 
Après le karting, le pilote suédois débute en Formule 3 en 1998. La carrière de Thed Björk est marqué par sa participation dans de nombreuses catégories automobiles. Après la Formule 3, il participe au Barber Pro Series (en) aux États-Unis en 2000. Il fait ses débuts en sport-prototype en 2001 et remporte le FIA Sportscar Championship 2001 en catégorie SR2. La même année, il débute également en GT et prend part à des courses de voiture de tourisme. Il participe aux 24 Heures du Mans 2002 dans la catégorie LMP900 aux côtés de Didier Cottaz et Boris Derichebourg et termine 15e. Il continue de courir en monoplace avec des participations au Championnat international de Formule 3000 en 2002 et en Formula Renault V6 Eurocup (en) en 2003. À partir de cette période, il commence à privilégier les compétitions de voiture de tourisme. Il court aussi en DTM lors de la saison 2006.
Le pilote participe régulièrement au Championnat suédois des voitures de tourisme, qu'il remporte en 2006, puis au Championnat scandinave des voitures de tourisme qu'il remporte trois fois de suite entre 2013 et 2015. Thed Björk fait une apparition en WTCC en 2013. En 2015, le constructeur suédois Volvo annonce qu'il s'engage au Championnat du monde des voitures de tourisme (WTCC) régulièrement dès 2016 et que ses pilotes alignés sont Thed Björk et Fredrik Ekblom. Thed Björk termine la saison du Championnat du monde des voitures de tourisme 2016 à la 10e place finale avec comme principaux résultats une victoire et une deuxième place. La saison 2017 est couronnée de succès puisque Björk remporte le Championnat du monde des voitures de tourisme 2017 et devient ainsi le premier pilote suédois à remporter un titre mondial sur circuit. Thed Björk continue de courir les années suivantes en WTCC, devenu la Coupe du monde des voitures de tourisme (WTCR) de 2018 à 2022. À partir de 2023, il participe au TCR World Tour (en) le nouveau format qui remplace le WTCR.

## Carrière

### Principaux résultats

#### Titres remportés

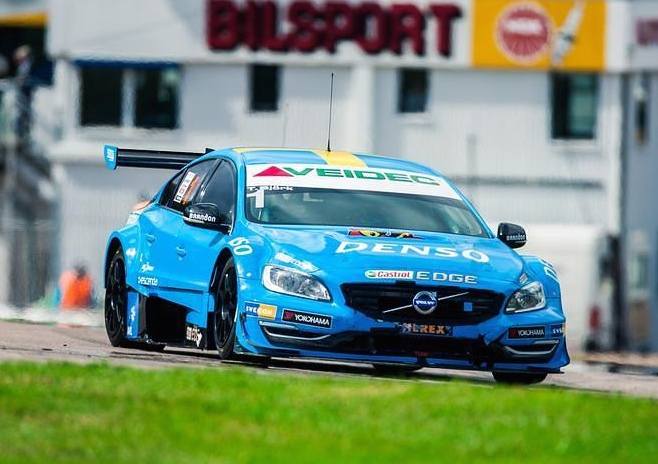
Thed Björk au Ring Knutstorp en 2014

- Championnat du monde des voitures de tourisme (WTCC) : champion en 2017
- Championnat scandinave des voitures de tourisme : champion en 2013, 2014 et 2015.
- Camaro Cup (en) : champion en 2011.
- Championnat suédois des voitures de tourisme : champion en 2006.
- Swedish GTR Championship (sv) : champion en 2003.
- FIA Sportscar Championship : champion en 2001 en catégorie Class SR2.
- Championnat nordique de Formule 3 : champion en 1999.
- Championnat de Suède de Formule 3 : champion en 1999.

#### Autres résultats
- Participation au 24 Heures du Mans 2002 en catégorie LMP900 (15e).
- TCR World Tour (en) : 2e en 2024.